# テクハン
テクハン株式会社は、時間貸駐車場運営・管理や不動産売買・賃貸・仲介などを行う日本の企業。

## 会社概要
- 商号：テクハン株式会社
- 本社所在地：〒604-8382 京都市中京区西ノ京北聖町10番地の2

## 沿革
- 1986年（昭和61年）5月 - 京都市北区に通信機器の販売および工事を事業目的とした株式会社リレーホンシステム京都を設立
- 1994年（平成6年）5月 - パーキング事業部を開設、時間貸駐車場事業に参入
- 1996年（平成8年）1月 - パーキング事業部を分離独立、京都市中京区にテクニカル電子販売株式会社を100%子会社として設立
- 1997年（平成9年）5月 - 大阪府・兵庫県・秋田県で時間貸駐車場を開始
- 2002年（平成14年）5月 - 本店を京都市中京区へ移転、テクニカル電子販売を吸収合併、商号をテクニカル電子販売株式会社に変更
- 2004年（平成16年）9月 - 宅地建物取引業免許取得、不動産開発事業を開始
- 2006年（平成18年）
  - 3月 - 滋賀県で時間貸駐車場を開始
  - 4月 - 岐阜県で時間貸駐車場事業・不動産開発事業を開始
- 2007年（平成19年）
  - 3月 - 商号をテクハン株式会社に変更
  - 12月 - 奈良県で時間貸駐車場を開始
- 2011年（平成23年）- 京都市で時間貸駐輪場事業を開始
- 2015年（平成27年）10月 - 資産活用事業開始（中京区でホテル建設 、ホテル運営会社に賃貸中）
- 2016年（平成28年）
  - 大阪府で時間貸駐輪場事業を開始
  - 6月 - コインパーキングの精算機に楽天スーパーポイント付与サービスを開始
  - 12月 - 業界初のトラック時間貸し専用駐車場の運用を開始（大阪・68台）

## 事業内容
- (社)京都府宅地建物取引業界 京都府知事免許(4)第11990号
- 時間貸駐車場運営・管理
- 駐車場機器販売
- 駐車場機械・機器設計施工
- 不動産売買・賃貸・仲介
- 収益不動産企画提案
- 所有物件運営・管理
- コールセンター

## 役員
- 代表取締役社長 丸山吉幸
- 常務取締役 小畠範彦（営業本部長）
- 取締役 丸山直司
- 常勤監査役 高間登志男
- 社外監査役 室谷澄男
- 社外監査役 山上賢知

## BooBooPARK
（読み：ブーブーパーク）ピンク色のキャラクターP助でお馴染みのコインパーキング。